# Randmorän

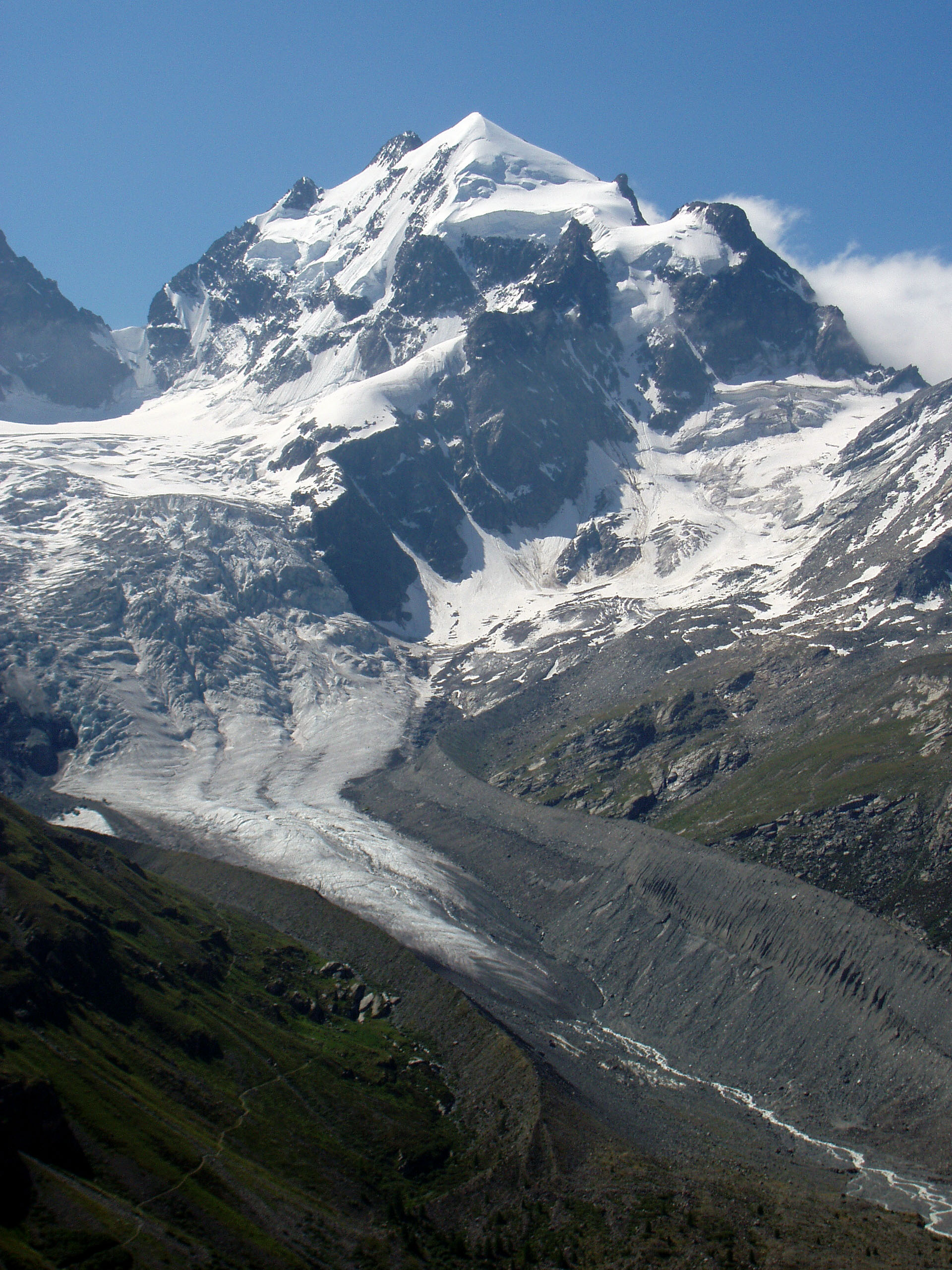
Randmorän i dalgången Engadin.

Randmorän är en landform bestående av jordarten morän, men sorterade sediment och lera kan även ingå. Randmoräner uppstår vid inlandsisens kant, ofta när dess avsmältning av någon anledning stannat av, till exempel på grund av klimatförändring. Randmoräner kan variera i storlek och formen är oftast asymmetrisk. Den sida av moränen som vette mot isen är flackare och den som vette bort från isen är brantare.
I Sverige förekommer randmoräner bland annat i sydvästra delen av landet och i den så kallade mellansvenska israndzonen, som är ett stråk med bland annat ryggformade randbildningar i ett stråk från Dalsland via Västergötland till Östergötland och Södermanland, utbildade under kallperioden yngre dryas. Ett annat känt svenskt exempel på en randmorän är Fjärås bräcka som ingår i den så kallade Göteborgsmoränen.